# Canton de Pierrefitte-sur-Seine
Le canton de Pierrefitte-sur-Seine est une ancienne division administrative française située dans le département de la Seine-Saint-Denis et la région Île-de-France.
Il a fusionné lors du redécoupage cantonal de 2014 en France avec d'autres pour former le canton d'Épinay-sur-Seine.

## Géographie
Le canton de Pierrefitte-sur-Seine regroupait les communes de Pierrefitte-sur-Seine et de Villetaneuse.

## Histoire
Le canton a été créé par le décret du 20 janvier 1976, qui l'a constitué des communes de Pierrefitte (anciennement membre du canton de Stains) et de Villetaneuse (anciennement membre du canton de Saint-Denis-Nord-Ouest).
Un nouveau découpage territorial de la Seine-Saint-Denis entré en vigueur à l'occasion des premières élections départementales suivant le décret du 21 février 2014. Les conseillers départementaux sont, à compter de ces élections, élus au scrutin majoritaire binominal mixte. Les électeurs de chaque canton élisent au Conseil départemental, nouvelle appellation du Conseil général, deux membres de sexe différent, qui se présentent en binôme de candidats. Les conseillers départementaux sont élus pour 6 ans au scrutin binominal majoritaire à deux tours, l'accès au second tour nécessitant 12,5 % des inscrits au 1er tour. En outre, la totalité des conseillers départementaux est renouvelée. Ce nouveau mode de scrutin nécessite un redécoupage des cantons dont le nombre est divisé par deux avec arrondi à l'unité impaire supérieure si ce nombre n'est pas entier impair, assorti de conditions de seuils minimaux. En Seine-Saint-Denis, le nombre de cantons passe ainsi de 40 à 21.
Dans ce cadre, le canton a été intégré dans celui d'Épinay-sur-Seine à compter des élections départementales françaises de 2015.

## Administration
| Période | Période | Identité          | Étiquette | Qualité |
| ------- | ------- | ----------------- | --------- | --- |
| 1976    | 1998    | André Boursier    | PCF       | Chaudronnier Maire de Villetaneuse (1977 → 1992)                                                                                               |
| 1998    | 2004    | Catherine Hanriot | PCF       | Agent PTT puis La Poste Maire de Pierrefitte-sur-Seine (1998 → 2008) Suppléante du député Patrick Braouezec                                    |
| 2004    | 2015    | Michel Fourcade   | PS        | Contrôleur des PTT Adjoint au maire (1989 → 2008), puis maire de Pierrefitte-sur-Seine (2008 → ) Elu en 2015 dans le Canton d'Épinay-sur-Seine |

## Composition
| Communes              | Population (2012) | Code postal | Code Insee |
| --------------------- | ----------------- | ----------- | ---------- |
| Pierrefitte-sur-Seine | 28 026            | 93380       | 93059      |
| Villetaneuse          | 12 642            | 93430       | 93079      |

## Démographie
| 1962   | 1968   | 1975   | 1982   | 1990   | 1999   | 2006   | 2011   | - | - |
| ------ | ------ | ------ | ------ | ------ | ------ | ------ | ------ | - | - |
| 19 662 | 26 422 | 29 728 | 32 446 | 34 999 | 37 192 | 39 419 | 40 668 | - | - |